# Katharine Way
 Katharine Way (* 20. Februar 1903 in Sewickley, Pennsylvania; †  9. Dezember 1995 in Chapel Hill, North Carolina) war eine US-amerikanische Physikerin und Professorin. Sie arbeitete für das Manhattan Project am Metallurgical Laboratory in Chicago.

## Leben und Werk
Way studierte Physik von 1929 bis 1934 an der Columbia University, wo sie mit Edward Kasner ihre erste Veröffentlichung schrieb und 1932 mit einem Bachelor in Physik abschloss. Danach wechselte sie an die University of North Carolina und wurde die erste Doktorandin in Kernphysik von John Archibald Wheeler. Nach einem Lehrjahr am Bryn Mawr College war sie von 1939 bis 1942 Dozentin und Assistenzprofessorin an der University of Tennessee. Von 1942 bis 1945 arbeitete sie am Manhattan Project an der University of Chicago im Metallurgical Laboratory am Reaktordesign, an der Bewertung von Reaktorkonstanten und an der Organisation von Radioaktivitätsdaten für Spaltprodukte. Way untersuchte Neutronenflussdaten aus Enrico Fermis Experimenten.  Ihre Berechnungen trugen zum Bau von Chicago Pile-1 bei. Way untersuchte auch Reaktorkonstanten und wie Spaltprodukte Kernreaktoren „vergiften“ könnten (wie im Fall des plötzlichen Abschaltens von B Reactor in Hanford im Jahr 1944). Die theoretische Arbeit mit Eugene Wigner führte zu der sogenannten Way-Wigner-Formel, die Beta-Zerfallsraten bei Kernspaltungsreaktionen berechnet.
1945 unterschrieb sie die Szilard-Petition und zog nach Oak Ridge, Tennessee, wo sie in den Clinton Laboratories ihre Arbeit an Spaltprodukten fortsetzte und Interesse an der Zusammenstellung von Arbeiten zu nuklearen Daten entwickelte. 
Besorgt über die Atombombe und ihren Einsatz gegen Japan, war Way Mitherausgeberin des Buches One World or None.  1947 wechselte Way zum National Institute of Standards and Technology in Washington, DC, wo sie sich mit Datenauswertung beschäftigte und der angewandten Forschung widmete. Sie war Mitautorin einer Reihe von Veröffentlichungen, aus denen die Nuclear Data Sheets hervorgingen, und gründete 1953 das Nuclear Data Project. 1964 vereinbarte sie mit Academic Press die Einrichtung eines neuen Journals, Nuclear Data Sheets, um die umfangreichen Daten zu veröffentlichen, die sie und ihre Kollegen erstellt hatten, und 1965 war sie maßgeblich an der Einrichtung eines zweiten Journals mit dem Titel Atomic Data and Nuclear Data beteiligt. 1968 wurde sie außerordentliche Professorin an der Duke University in North Carolina.

## Auszeichnungen
- Fellow der American Physical Society
- Fellow der American Association for the Advancement of Science
- 1974: Ernennung zum angesehenen Alumnus der Universität von North Carolina

## Veröffentlichungen (Auswahl)
- 1947:  Masters, Dexter; Katharine W.(Ed): One world or none. 2007, ISBN 978-1595582270